# ARM Cortex-A8
ARM Cortex-A8 是由ARM公司基于ARM v7架构设计的高性能处理器。相較於ARM11的核心，Cortex-A8 采用“双指令执行”（dual-issue 超純量）设计, 每个时钟周期可以执行两个指令Cortex-A8是Cortex设计中第一个在大规模消费设备采用中被选择的。

## 特點
- 頻率從 600MHz到1GHz以上，超頻後可達更高頻率
- 双指令执行微架构
- NEON SIMD指令集
- VFPv3浮點單元
- Thumb-2 指令集編碼
- Jazelle RCT
- 高级分支预测单元准确率> 95％
- 集成2级高速缓存（0-4 MIB）
- 2.0 DMIPS/MHz

## 芯片
有些系统级芯片 （SOC）已经使用了Cortex-A8内核，其中包括：
- 全志A1X
- 苹果A4
- 飞思卡尔半导体 。MX51 [2]
- 瑞芯微 RK2918，RK2906 [3]
- Samsung Hummingbird
- TI OMAP3
- TI SITARA ARM处理器
- 科胜讯 CX92755 [4]
- Qualcomm Snapdragon。Snapdragon的Scorpion核心，实际上采用的不是Cortex-A8，但是其使用的指令集是ARMv7。